# Micrura formosana
Micrura formosana är en djurart som tillhör fylumet slemmaskar, och som beskrevs av Yuichi Yamaoka 1939. Micrura formosana ingår i släktet Micrura och familjen Lineidae. Inga underarter finns listade i Catalogue of Life.